# Guddaguddapur, Ranibennur
Guddaguddapur là một làng thuộc tehsil Ranibennur, huyện Haveri, bang Karnataka, Ấn Độ.